# 그리스의 국립공원
그리스는 생태계의 큰 다양성과 뛰어난 생물 다양성을 주최하는 견고한 경관으로, 매우 분열된 것이 특징이다. 광범위한 연안선의 약 5%는 생태학적으로 민감한 습지로 구성되어 있다. 그리스 전체 인구의 3분의 2는 해안에서 2km보다 더 살지 않고 거의 모든 관광 인프라가 섬과 해안 본토 사이에 분할되는 동안 중요한 도시 중심의 대부분은 해안이다.

## 역사
기후와 생물 다양성 등의, 이에 따른 풍부한 식물상과 동물상과 함께, 일찍이 1937년 명백히 국립공원의 설립에 필요한 것을 만들며, 이오안니스 메탁사스 정부 시기, 먼저 그리스 국립공원을 설립하는 법안을 발표했다. 1938년 그리스 최초의 국립공원이 설립되었고, 파르나소스 국립공원이 설립된 직후, 올림포스 산 국립공원이 설립되었다.
그리스 국립공원의 수는 열 군데 이상 늘어나고 있다:
| 이름                     | 설립 | 지역 (ha) | 지도                                                                | 사진 |
| ------------------------ | ---- | --------- | ------------------------------------------------------------------- | ---- |
| 아이노스 국립공원        | 1962 | 2.862     |                                                                     |      |
| 알론니소스 해상공원      | 1992 | 208.713   | 그리스의 국립공원은(는) 그리스 안에 위치해 있다 · 그리스의 국립공원 |      |
| 오에타 국립공원          | 1966 | 7.210     | 그리스의 국립공원은(는) 그리스 안에 위치해 있다 · 그리스의 국립공원 |      |
| 올림포스 국립공원        | 1938 | 3.988     | 그리스의 국립공원은(는) 그리스 안에 위치해 있다 · 그리스의 국립공원 |      |
| 파르나소스 국립공원      | 1938 | 3.513     | 그리스의 국립공원은(는) 그리스 안에 위치해 있다 · 그리스의 국립공원 |      |
| 파르니타 국립공원        | 1961 | 3.812     | 그리스의 국립공원은(는) 그리스 안에 위치해 있다 · 그리스의 국립공원 |      |
| 핀도스 국립공원          | 1966 | 6.927     | 그리스의 국립공원은(는) 그리스 안에 위치해 있다 · 그리스의 국립공원 |      |
| 프레스페스 국립공원      | 1974 | 19.470    | 그리스의 국립공원은(는) 그리스 안에 위치해 있다 · 그리스의 국립공원 |      |
| 사마리아 국립공원        | 1962 | 4.850     | 그리스의 국립공원은(는) 그리스 안에 위치해 있다 · 그리스의 국립공원 |      |
| 수니오 국립공원          | 1974 | 3.500     | 그리스의 국립공원은(는) 그리스 안에 위치해 있다 · 그리스의 국립공원 |      |
| 비코스-아오오스 국립공원 | 1973 | 12.600    | 그리스의 국립공원은(는) 그리스 안에 위치해 있다 · 그리스의 국립공원 |      |
| 자킨토스 국립 해상공원   | 1999 | 13.500    | 그리스의 국립공원은(는) 그리스 안에 위치해 있다 · 그리스의 국립공원 |      |